# Abdülkerim Bardakcı
Abdülkerim Bardakcı (* 7. September 1994 in Meram) ist ein türkischer Fußballspieler.

## Karriere

### Vereine
Bardakcı kam in der Provinz Konya auf die Welt und lebte die ersten Jahre seines Lebens in der Hafenstadt Zonguldak. Hier begann er mit dem Vereinsfußball in der Jugend von Zonguldakspor. 2009 kehrte die Familie nach Konya zurück, sodass Bardakcı in der Jugend von Konyaspor mit dem Vereinsfußball weitermachen musste. In der Saison 2011/12 wurde Konyaspor ein Transferverbot seitens der UEFA auferlegt, sodass man mit den vorhandenen Spielern bzw. mit den Spielern aus den Jugend- und Reservemannschaften die Saison überstehen musste. So erhielt Bardakcı zur anstehenden Saison einen Profivertrag und wurde in den Profikader involviert. Sein Debüt machte er am 2. Oktober 2011 im Ligaspiel gegen Sakaryaspor. Bis zum Saisonende absolvierte er 18 Ligabegegnungen und schaffte es mit seiner Mannschaft in die Relegation der TFF 1. Lig und verpasste hierdurch das ausscheiden im Halbfinale den Aufstieg in die Süper Lig.
Zur Rückrunde 2013/14 wurde Bardakcı an den Drittligisten Anadolu Selçukluspor ausgeliehen. Im Sommer 2014 verlieh ihn sein Klub für die Dauer von zwei Spielzeiten an den Zweitligisten Adana Demirspor. Das Spieljahr 2017 verbrachte er als Leihgabe beim Zweitligisten Samsunspor. Im Januar 2018 folgte dann eine weitere Ausleihe über sechs Monate an Zweitligist Giresunspor.
Nach der Rückkehr wechselte Bardakcı erneut auf Leihbasis zu Denizlispor. Mit Denizlispor konnte er die Meisterschaft der TFF 1. Lig 2018/19 und den Aufstieg in die Süper Lig feiern. Mit Ende seines Leihvertrags kehrte er zwar zu Konyaspor zurück, wurde aber zum Saisonstart mit Altay İzmir erneut an einen Zweitligisten ausgeliehen. Ab der Saison 2020/21 wurde Bardakcı zum Stammspieler in der Innenverteidigung und kam in den vergangenen zwei Spielzeiten zu 70 Ligaeinsätzen und erzielte dabei sieben Tore. Am 25. Juni 2022 gab Galatasaray Istanbul die Verpflichtung von Bardakcı bekannt. Galatasaray zahlte eine Ablöse in Höhe von 2,8 Millionen Euro, außerdem unterschrieb der Innenverteidiger einen Vierjahresvertrag.

### Nationalmannschaft
Durch seine Einsätze in der TFF 1. Lig wurde Bardakcı für die Jugendnationalmannschaften seines Landes entdeckt und wurde zu einem regelmäßigen Spieler der U18- und U19-Nationalmannschaft.
Er nahm mit der U18-Nationalmannschaft am „Valentin Granatkin Memorial Turnier“ teil und belegte mit seinem Team den Dritten Platz.
Mit der U19-Nationalmannschaft nahm er am Fußballturnier im Rahmen der Mittelmeerspiele 2013 teil. Hier erreichte er mit seiner Mannschaft das Finale. In diesem unterlag man der marokkanischen U19-Nationalmannschaft und wurde Silbermedaillengewinner. Am 16. Juni 2023 gab Bardakcı sein Debüt für die A-Nationalmannschaft. Im EM-Qualifikationsspiel gegen die Nationalmannschaft Lettlands gelang ihm sein erstes Länderspieltor.

## Erfolge
Mit Konyaspor
- Playoff-Sieger der TFF 1. Lig und Aufstieg in die Süper Lig: 2012/13
- TSYD-Ankara-Pokalsieger: 2013
- Türkischer Pokalsieger: 2017

Mit Denizlispor
- Meister der TFF 1. Lig und Aufstieg in die Süper Lig: 2018/19

Mit Galatasaray Istanbul
- Türkischer Meister (3): 2022/23, 2023/24, 2024/25
- Türkischer Supercupsieger: 2023
- Türkischer Fußballpokal: 2024/25

Mit der türkischen U-18-Nationalmannschaft
- Dritter beim Valentin Granatkin-Memorial-Turnier: 2012

Mit der türkischen U-19-Nationalmannschaft
- Silbermedaillen-Gewinner bei den Mittelmeerspielen: 2013